# 信州山岳刑事 道原伝吉
『信州山岳刑事 道原伝吉』（しんしゅうさんがくけいじ みちはらでんきち）は、2012年から2015年までテレビ東京・BSジャパン共同制作で放送された刑事ドラマシリーズ。全4回。主演は松平健。
第1作のタイトルは『信州あづみ野の名刑事 道原伝吉の捜査行』。
放送枠は「水曜ミステリー9（第2期）」（第1作 - 第3作）、「水曜エンタ・水曜ミステリー9」（第4作）。
2015年10月28日放送の第4作は「〜特選！秋の旅情サスペンス〜」の第1弾として放送された。
長野県警安曇野北警察署は、北アルプスを管轄とし、山岳遭難救助隊も常駐する警察署。

## キャスト

### 長野県警安曇野北警察署
道原伝吉
演 - 松平健
刑事課の捜査主任。階級は警部補。元県警本部捜査一課。通称「伝さん」。
降旗節子
演 - 雛形あきこ（第2作 - 第4作）（幼少期：樋口舞〈第3作〉）
刑事課の刑事。階級は巡査部長。シングルマザーで大地の母。伝吉には「節ちゃん」と呼ばれている。
子供の頃、事件がらみで頭を撫でてくれた名前の分からない刑事に憧れ、捜査一課入を目指していたが、ひょんなことで道原に頭を触れられ「よく頑張ったね」と言われた際に、子供の頃に頭を撫でてくれた刑事が道原（当時は捜査一課にいた）であると気づき、ずっと一緒に捜査をしたいという願望に夢が変化した。
岡島良彦
演 - 加藤義宗（第1作）、内浦純一（第2作 - 第4作）
刑事課の刑事。
牛山耕二郎
演 - 菊池隆則（第1作）、前田健（第2作 - 第4作）
刑事課の刑事。
四賀善範
演 - 平泉成（第1作）、森田順平（第2作 - 第4作）
刑事課長。

### 長野県警察本部
鷲崎孝文
演 - 宅麻伸（第3作・第4作）
刑事。階級は警部。第4作は管理官として拉致事件の指揮を取る。

### 道原家
道原比呂子
演 - 谷内里早（第1作・第2作・第4作）（小学生：比留間結衣〈第2作〉）
伝吉と康代の娘。高校生。
道原康代
演 - 斉藤慶子（第1作・第2作・第4作）
伝吉の妻。

### ゲスト
第1作「長崎・雲仙・島原 湯煙地獄」（2012年）
- 川尻星輝（中留の弟子） - 鳥羽潤（幼少期：大西利空）
- 伊吹幸信（雲仙中央警察署 刑事） - 斉藤暁
- 吉村和明（長野県警安曇野北警察署 刑事・道原伝吉の部下） - 篠田光亮
- 重見竜也（九州新聞 記者） - 大城英司
- 寒川純子 - 石原温美
- 山尾 - 瀬野和紀
- 夏江 - 上原しおん
- 森田 - 佐藤祐一
- 沢木梓（長野県警安曇野北警察署 婦警） - 真木千春
- 美和子（島原の染物屋） - 滝本ゆに
- 三谷（鑑識員） - 高橋昌志
- 刑事 - 藤原新太
- 工藤綾子 - 菅原佳子
- 菊里敬三（美術教師・画家） - 岡武史
- 塩谷（漁師） - 鈴木新平
- 淡路陶子（大松閣 女将） - 野村真美
- 中留詩子（中留の妻） - 大谷直子（若き日：柳川なほ）
- 中留浩介（画家） - 内藤剛志

第2作「北アルプス殺人行」（2014年）
- 丸本加奈子（あづみ野中央病院 総務課主任） - 遊井亮子
- 島崎純也（緑聖会カトレア病院 医師） - 河相我聞
- 佐久間あや（あづみ野中央病院 看護師） - 大路恵美
- 黒岩武史（安曇野南消防署 救急隊員） - 比留間由哲
- 島崎由紀恵（島崎の妻） - 佐藤友紀
- 須藤公彦（長野県警本部 管理官） - 東幹久
- 「カモシカスポーツ 山の店」店長 - 安田敦
- 中倉麻美（中倉と千恵の娘・5年前死亡） - 上保千陽奈
- 愛豊病院 看護師 - 柳川なほ
- 降旗大地（降旗節子の息子・安曇野すみれ保育所 園児） - 多々良慶
- 長野県警安曇野北警察署 鑑識 - 眞田規史
- 瀬尾徹造（長野県警安曇野北警察署 鑑識課長） - 真砂皓太
- 井川大輔（山岳遭難救助隊 隊員） - 佐野圭亮
- 佐藤真理（緑聖会カトレア病院 看護師長） - 田中綾子
- 佐久間みどり（あやの母・小料理「みどり」女将） - かとうかず子
- 中倉千恵（中倉の妻） - 大島さと子
- 中倉益男（山岳遭難救助隊 隊長） - 勝野洋

第3作「報復」（2015年）
- 浪岡亮（民間山岳遭難救助隊員） - 竹財輝之助（少年期：川口和宥）
- 天野茂樹（広告デザイナー・偽名「磯野松男」） - 飯田基祐
- 亀崎貞夫 - 金山一彦
- 鶴田詩織（鶴田の娘・浪岡の婚約者） - 上野なつひ
- 竹山昌子（天野の不倫相手） - 江口ナオ
- 城田雅一（長野県警本部 警部補） - 城咲仁
- 林優香（山小屋「ハイマツヒュッテ」従業員） - 稲村梓
- 佐藤薫（久美の養母） - 上村香子
- 上山忍（土産物屋店員・久美の友人） - 瀬戸早妃
- 鶴田晴良（鶴田建設工業 社長） - 小木茂光
- 山田山荘の主人 - ぶっちゃあ
- 佐藤久美（10年前 滑落事故で死亡） - 若森安菜（幼少期：堰沢結衣）
- 長野県警安曇野北警察署 婦警 - 三嶋沙緒里、赤瀬麻衣子
- 元児童養護施設職員 - 下島明
- 島田守（山岳救助隊） - 瀬野和紀
- 天野佳子（天野の妻） - 上原しおん
- 羽田勤（長野県警本部 管理官） - 羽場裕一

第4作「列車ジャック！護送中の女を拉致!! 標高2857ｍに眠る1億5千万の謎」（2015年）
- 重村由美子（老舗旅館「千華苑」女将） - あめくみちこ
- 根岸左知男（拉致事件の犯人） - 石垣佑磨（幼少期：永井誠之介 / 高校生：六車勇登）
- 関本武彦（老舗旅館「千華苑」大番頭） - 大浦龍宇一
- 菅井利一（菅井住販 社長） - 川口力哉
- 菅井栄子（菅井の妻） - 小野真弓
- 老舗旅館「千華苑」従業員 - 妹尾青洸
- 居酒屋主人 - 松葉眞
- 登山者 - 竪山隼太、沖正人、安田俊
- スナックのマスター - 外村史郎
- 居酒屋の客 - 稲葉年哉
- 幼少時代の根岸を知る主婦たち - 真山惠衣、わかばかなめ
- リポーター - 江川曜子
- 警官 - 和田重
- 廣田浅子（結婚詐欺犯） - 小沢真珠
- 古澤武則（長野県警捜査一課 刑事） - 賀集利樹
- 田浦道則（松本警察署 刑事） - 田中瑛祐
- 山小屋の店主 - 柚原旬
- 電車の乗客の子供たち - 鈴木琉生、野澤武敏
- 重村沙耶（由美子の娘・道原比呂子の幼馴染） - 遊馬萌弥
- 小山典子（老舗旅館「千華苑」仲居） - 田中綾子
- 小室均（山岳遭難救助隊 隊長） - 瀬野和紀

## スタッフ
- 原作 - 梓林太郎
- 脚本 - 安井国穂、末安正子、鈴木康弘、久松真一
- 監督 - 佐々木浩久、津崎敏喜、白川士、村松弘之
- 技術協力 - フォーチュン、エヌ・エス・ティー、ブル
- 照明協力 - ラ・ルーチェ
- 美術協力 - アックス、アイ・アール
- ポスプロ - ブル
- チーフプロデューサー - 小川治（テレビ東京）
- プロデューサー - 瀧川治水（テレビ東京）、三宅川敬輔（OLM）
- 制作 - テレビ東京、BSジャパン、オー・エル・エム

## 放送日程
| 話数 | 放送日        | サブタイトル                                                  | 原作                                      | 脚本              | 監督       |
| ---- | ------------- | ------------------------------------------------------------- | ----------------------------------------- | ----------------- | ---------- |
| 1    | 2012年6月06日 | 長崎・雲仙・島原 湯煙地獄                                     | 「雲仙・島原湯煙地獄」                    | 安井国穂          | 佐々木浩久 |
| 2    | 2014年5月28日 | 北アルプス殺人行                                              | 「葬送山脈－北アルプス殺人行－」          | 安井国穂 末安正子 | 津崎敏喜   |
| 3    | 2015年4月08日 | 報復                                                          | 「信州穂高婚礼の惨劇」所蔵 「岩稜の記憶」 | 鈴木康弘          | 白川士     |
| 4    | 10月28日      | 列車ジャック！護送中の女を拉致!! 標高2857ｍに眠る1億5千万の謎 | 「反逆の山」                              | 久松真一 鈴木康弘 | 村松弘之   |